# Arp 146
Arp 146 (другие обозначения — PGC 509 и PGC 510) — две взаимодействующие галактики в созвездии Кита, находящиеся на расстоянии 1,05 миллиардов световых лет от Земли. Внесены в Атлас пекулярных галактик под номером 146 и относится к категории галактик со связанными кольцами.
Открыты Дьюхерстом и внесены в каталог Борисом Воронцовым-Вельяминовым под номером VV 790. Этот объект считается результатом столкновения двух галактик, состоящим из кольцеобразной галактики и вытянутой галактики-компаньона. Считается, что кольцо имеет эллиптическую форму 18 на 11 и диаметр 20 килопарсек, но отделено от своей спутницы.